# Johnsburg (New York)
Pour les articles homonymes, voir Johnsburg.
Johnsburg est une municipalité (town) américaine de l'État de New York, située dans le comté de Warren.

## Géographie
La municipalité s'étend sur 535,45 km2 à l'angle nord-ouest du comté de Warren et est limitrophe de celui de Hamilton,. Le cours de l'Hudson délimite son territoire à l'est. 
North Creek est le principal centre d'habitations de la municipalité qui comprend également les localités de Bakers Mills, Garnet Lake, Johnsburg, Sodom et Wevertown, ainsi qu'une partie de Riparius, partagée avec la municipalité voisine de Chester.
|       | Indian Lake |         |
| Wells | Johnsburg   | Chester |
|       | Thurman     |         |

## Histoire
La localité tire son nom de John Thurman, un des premiers habitants qui s'y installent vers 1788. La municipalité est créée en 1805 par détachement d'une partie de celle de Thurman.

## Politique et administration
La municipalité est administrée par un superviseur et un conseil de quatre membres élus pour deux ans.